# 廣岡璃奈
廣岡 璃奈（ひろおか りな、3月11日 - ）は、競技麻雀のプロ雀士、日本プロ麻雀連盟静岡支部所属である。

## 来歴
中学1年生の時に不登校になり、中学2年生からNPO法人フリースクール空に通った。空で麻雀を覚え、老若男女問わず楽しむ麻雀が好きになった。中学3年生の時にたまたまYouTubeで見た滝沢和典プロの所作に憧れ目標とする。以降、滝沢の動画を見続けた。
静岡県立浜松大平台高等学校に進学。2016年、高校2年生の時に学生麻雀連盟が主催する麻雀甲子園に出場するも予選敗退。12月24日、近代麻雀が主催する1回目となる「麻雀最強戦PRESENTS 高校女子オープン大会」に出場するも5人中5位で敗退し涙を見せたが、人生を賭けたような真剣勝負の感覚に魅了されプロになることを決意した。2017年8月1日、2回目となる「高校女子オープン大会2017・夏」では7人中1位で優勝し雪辱を果たした。10月末、中国・西安市で行われた第5回世界麻雀選手権に世界麻雀組織から招待され出場した。好成績は残せなかったが人気を博した。12月24日、3回目となる「高校女子オープン大会2017・冬」では8人中3位で終えた。
高校卒業後は、声優の養成所に進んだ。声優の勉強もしつつ麻雀の勉強も励み19歳で日本プロ麻雀連盟のプロテストを受け育成合格。半年の育成期間を経て再テストを受けるも不合格となった。2020年、再びプロテストを受け育成合格。半年の育成期間を経て再テストを受け静岡支部の地域限定合格となった。これは、静岡支部長である望月雅継プロの許可がなければ、静岡のプロリーグ、プロアマリーグ以外に出場できないものである。2021年12月31日、3年間在籍した青二プロダクションを退所。2022年、29歳以下女性限定タイトル第3期桜蕾戦で優勝し、女流桜花Aリーグに昇級した。同年、第4期桜蕾戦に予選から出場して2期連続となる決勝進出を決めた。決勝では4位で終わり涙を見せたが、解説の二階堂亜樹、和久津晶から激励を受けた。

## 獲得タイトル

### 個人戦
- 桜蕾戦 (第3期)[13]
- 高校女子オープン大会2017・夏[14]

### 団体戦
- 夕刊フジ杯争奪麻雀女王決定戦2023 チーム戦優勝・麻雀ニュージェネchチーム(廣岡、襟川麻衣子、杉浦まゆ)[15]